# Дерик (Турция)
Дерик (на турски: Derik; на кюрдски: Dêrik‎) е град, център на община и административен център на околия Дерик, във вилает Мардин, разположен в Турски Кюрдистан, югоизточна Турция. Според оценки на Статистическия институт на Турция към 31 декември 2018 г. населението на града е 21 518 души.

## Население
Численост на населението според оценки на Статистическия институт на Турция през годините, към 31 декември:
- 19 561 души (2009)
- 21 234 души (2013)
- 21 518 души (2018)

## Личности
Родени в Дерик
- Ахмет Тюрк (р. 1942), турски политик от кюрдски произход
- Азад Челик (р. 1987), германски актьор от кюрдски произход